# Cinco canciones de Navidad (Sibelius)

Jean Sibelius fue un compositor y violinista finlandés de finales del Romanticismo y comienzos del Modernismo.

Cinco canciones de Navidad (Viisi joululaulua), Op. 1, son cuatro canciones en sueco y una en finés del compositor finlandés Jean Sibelius. Las canciones fueron escritas entre 1897 y 1913:
1. Nu står jul vid snöig puerto (Joulupukki kolkuttaa) (Zacharias Topelius, 1913)
2. Nu så kommer julen (Jo en joulu täällä) (Zacharias Topelius, 1913)
3. Det mörknar ute (Jo joutuu ilta) (Zacharias Topelius, ca 1897)
4. Julvisa (Jouluvirsi, En la etsi de valtaa loistoa) (Zacharias Topelius, 1909)
5. En hanget korkeat, nietokset (Wilkku Joukahainen, 1901)